# Smiela fusca
Smiela fusca är en insektsart. Smiela fusca ingår i släktet Smiela och familjen långrörsbladlöss. Inga underarter finns listade i Catalogue of Life.